# Echinohelea richardsi
Echinohelea richardsi är en tvåvingeart som beskrevs av John William Scott Macfie 1940. Echinohelea richardsi ingår i släktet Echinohelea och familjen svidknott. Inga underarter finns listade i Catalogue of Life.